# Pasaporte Nansen

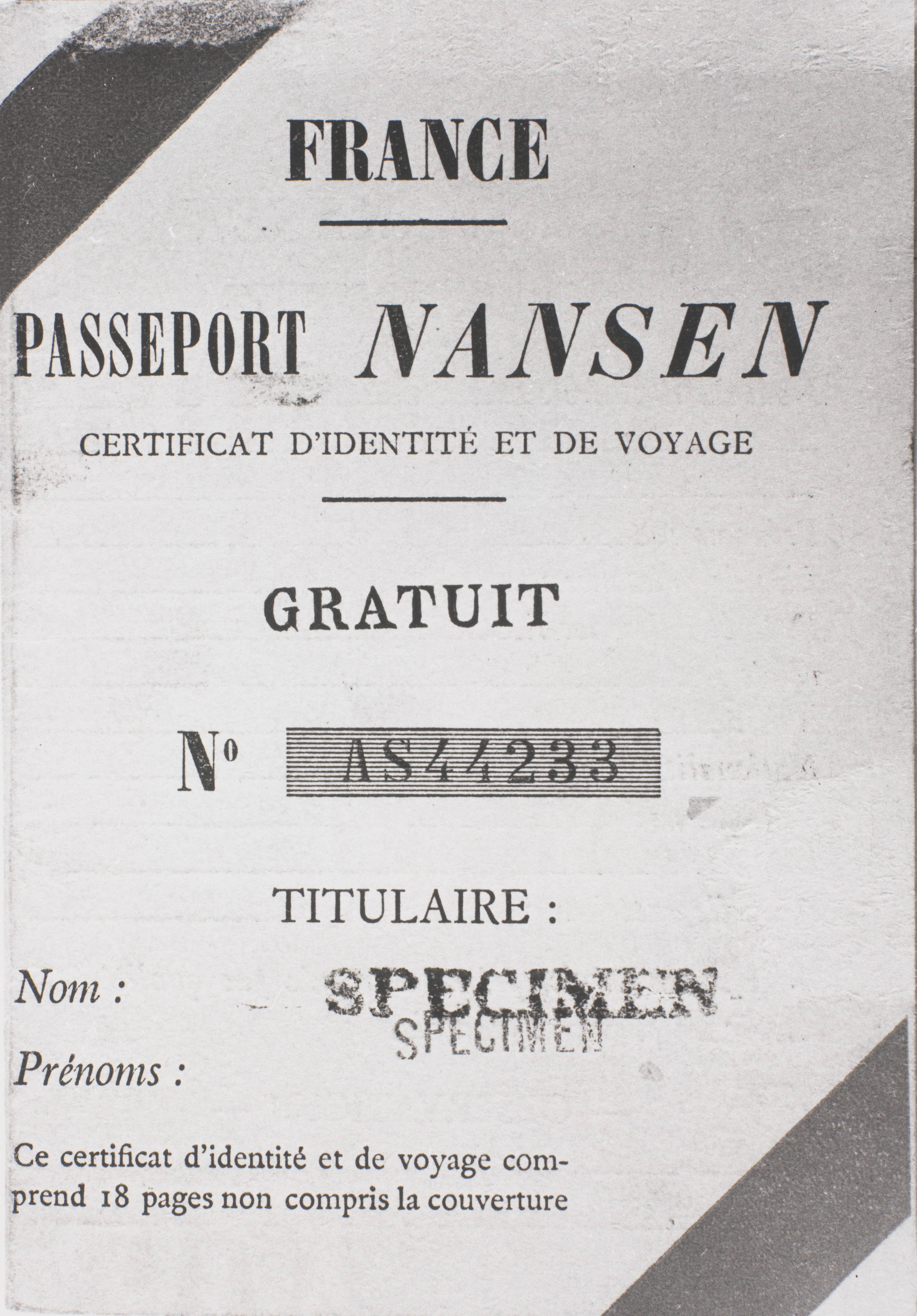
Frontal de un pasaporte Nansen

El Pasaporte Nansen era un documento de identidad destinado a servir de documento de viaje, expedido a los refugiados de acuerdo con las disposiciones de instrumentos de la anteguerra.
Las cédulas fueron diseñadas por Fridtjof Nansen en 1922, como parte de sus gestiones para atender a la problemática de los desplazados surgida a raíz de los diversos conflictos armados del siglo XX (sobre todo de antes y después de la Primera Guerra Mundial). Como resultado, Nansen fue nombrado Alto Comisionado de los Refugiados para la Sociedad de Naciones, y fue uno de los motivos que contribuyó a que recibiera el Premio Nobel de la Paz.

## Antecedentes
La problemática de los desplazados como consecuencia de los diversos episodios bélicos entre las naciones es tan antigua como la Humanidad misma. No obstante, la misma reconoce sus antecedentes más cercanos en las guerras balcánicas y la explosión radical de sus efectos tras la revolución rusa y el fracaso de la contraofensiva de las fuerzas prozaristas en 1917.